# Anders Olof Frändén
Anders Olof Frändén (i riksdagen kallad Frändén i Kälarne), född 17 december 1866 i Hällesjö församling, Jämtlands län, död där 6 juli 1946, var en svensk hemmansägare och högerpolitiker. Frändén var riksdagsledamot i första kammaren från 1918, invald i Jämtlands läns valkrets (senare Västernorrlands läns och Jämtlands läns valkrets). Han är gravsatt på Hällesjö kyrkogård.